# August Immanuel Bekker
August Immanuel Bekker (Berlino, 21 maggio 1785 – 7 giugno 1871) è stato un filologo classico e grecista tedesco.
Riclassificò il corpus delle opere di Aristotele secondo una numerazione che da lui prese il nome (Edizione di Bekker).

## Biografia
Bekker completò la sua istruzione classica all'Università di Halle sotto la guida di Friedrich August Wolf che lo considerò come il suo allievo più promettente. Nel 1810 fu nominato professore di filosofia all'Università di Berlino. Per molti anni, tra il 1810 e il 1821, compì numerosi viaggi di studio attraverso la Francia, l'Italia, l'Inghilterra e la Germania, esaminando manoscritti classici e ottenendo materiali per i suoi grandi lavori editoriali successivi.
I frutti delle sue ricerche furono pubblicati negli Anecdota Graeca (1814-1821); ma i risultati più notevoli saranno trovati nell'enorme archivio di autori classici da lui redatto. L'elenco completo dei suoi lavori occuperebbe troppo spazio; la sua attività può essere riassunta con l'affermazione che ebbe a tralasciare nessun settore della letteratura greca con l'eccezione dei tragediografi e dei poeti lirici. Le sue edizioni più conosciute sono quelle di Platone, della Suida, degli Oratori attici, di Aristotele, Aristofane e i venticinqui volumi del Corpus Scriptorum Historiae Byzantinae. Gli unici autori latini oggetto dei suoi studi sono stati Tito Livio (1829-1830) e Publio Cornelio Tacito (1831).

## Opere
- (GRC, LA) Ducas, Historia Byzantina, recognovit et interprete Italo addito supplevit Immanuel Bekkerus, Bonnae, impensis Ed. Weberi, 1834.
- (GRC, LA) Georgius Pachymeres, De Michaele et Andronico Palaeologis libri tredecim, a cura di Immanuel Bekkerus, 2 voll. (vol. I; vol. II), Bonnae, impensis Ed. Weberi, 1835.
- (GRC, LA) Nicetas Choniata, Historia, ex recensione Immanuelis Bekkeri, Bonnae, impensis Ed. Weberi, 1835.
- (GRC) Suidae lexicon, ex recognitione Immanuelis Bekkeri, Berolini, typis et impensis Georgii Reimeri, 1854.